# Wereldkampioenschap voetbal 2006 (Groep A) Costa Rica - Polen
Deze pagina is een subpagina van het artikel Wereldkampioenschap voetbal 2006. Hierin wordt de wedstrijd in de groepsfase in groep A tussen Costa Rica en Polen gespeeld op 20 juni 2006 nader uitgelicht.

## Wedstrijdgegevens
| Datum                | 20 juni 2006                    | 20 juni 2006                    |
| Stadion              | AOL Arena, Hamburg              | AOL Arena, Hamburg              |
| Toeschouwers         | 43.000                          | 43.000                          |
| Scheidsrechter       | Shamsul Maidin                  | Shamsul Maidin                  |
| Assistenten          | Prachya Permpanich Eisa Ghuloum | Prachya Permpanich Eisa Ghuloum |
| Vierde man           | Jerome Damon                    | Jerome Damon                    |
| Man van de wedstrijd | Bartosz Bosacki                 | Bartosz Bosacki                 |
|                      | Costa Rica                      | Polen                           |
| Doelpunten           | 1                               | 2                               |
| Gele kaarten         | 5                               | 5                               |
| Rode kaarten         | 0                               | 0                               |
| Wissels              | 3                               | 3                               |
| Schoten op doel      | 5                               | 7                               |
| Schoten naast doel   | 12                              | 10                              |
| Overtredingen        | 12                              | 20                              |
| Hoekschoppen         | 2                               | 8                               |
| Buitenspel           | 4                               | 1                               |
| Strafschoppen        | 0                               | 0                               |
| Balbezit (tijd)      | 28'00"                          | 29'00"                          |
| Balbezit (%)         | 49%                             | 51%                             |

| Costa Rica | 1 – 2           | Polen |
| Rónald Gómez (vrije trap) 25' | goals (assists) | 33' Bartosz Bosacki (Michał Żewłakow) 66' Bartosz Bosacki (Jacek Krzynówek) |
| Alexandre Guimarães | bondscoach      | Paweł Janas |
| José Francisco Porras Michael Umaña Luis Marin Gabriel Badilla Jervis Drummond 70' Mauricio Solis Walter Centeno Cristian Bolanos 78' Leonardo González Paulo Wanchope Rónald Gómez 82' | opstellingen    | Artur Boruc Marcin Baszczynski Bartosz Bosacki Jacek Bąk Michał Żewłakow Ireneusz Jelen 64' Arek Radomski Miroslaw Szymkowiak Jacek Krzynówek 85' Ebi Smolarek 46' Maciej Żurawski |
| Harold Wallace 70' Álvaro Saborío 78' Carlos Hernández 82' | wissels         | 46' Pawel Brozek 64' Mariusz Lewandowski 85' Grzegorz Rasiak |
| Michael Umaña 17' Luis Marin 45+2' Rónald Gómez 45+2' Gabriel Badilla 56' Leonardo González 76'                                                                                         | gele kaarten    | 18' Arek Radomski 24' Jacek Bąk 29' Michał Żewłakow 60' Marcin Baszczynski 90+1' Artur Boruc                                                                                       |
| | rode kaarten    | |

## Overzicht van wedstrijden
| Groepswedstrijden | | | |
| Groep A | Groep B | Groep C | Groep D |
| Duitsland - Costa Rica Polen - Ecuador Duitsland - Polen Ecuador - Costa Rica Ecuador - Duitsland Costa Rica - Polen             | Engeland - Paraguay Trinidad en Tobago - Zweden Engeland - Trinidad en Tobago Zweden - Paraguay Zweden - Engeland Paraguay - Trinidad en Tobago | Argentinië - Ivoorkust Servië en Montenegro - Nederland Argentinië - Servië en Montenegro Nederland - Ivoorkust Nederland - Argentinië Ivoorkust - Servië en Montenegro | Mexico - Iran Angola - Portugal Mexico - Angola Portugal - Iran Portugal - Mexico Iran - Angola                               |
| Groep E | Groep F | Groep G | Groep H |
| Italië - Ghana Verenigde Staten - Tsjechië Italië - Verenigde Staten Tsjechië - Ghana Tsjechië - Italië Ghana - Verenigde Staten | Australië - Japan Brazilië - Kroatië Brazilië - Australië Japan - Kroatië Japan - Brazilië Kroatië - Australië                                  | Frankrijk - Zwitserland Zuid-Korea - Togo Frankrijk - Zuid-Korea Togo - Zwitserland Togo - Frankrijk Zwitserland - Zuid-Korea                                           | Spanje - Oekraïne Tunesië - Saoedi-Arabië Spanje - Tunesië Saoedi-Arabië - Oekraïne Saoedi-Arabië - Spanje Oekraïne - Tunesië |
| Achtste finales | | | |
| Duitsland - Zweden Argentinië - Mexico                                                                                           | Italië - Australië Zwitserland - Oekraïne | Engeland - Ecuador Portugal - Nederland | Brazilië - Ghana Spanje - Frankrijk                                                                                           |
| Kwartfinales | | | |
| Duitsland - Argentinië | Italië - Oekraïne | Engeland - Portugal | Brazilië - Frankrijk |
| Halve finales | | | |
| Duitsland - Italië | Duitsland - Italië | Portugal - Frankrijk | Portugal - Frankrijk |
| Troostfinale | | | |
| Duitsland - Portugal | | | |
| Finale | | | |
| Italië - Frankrijk | | | |